# Philodoria sciallactis
Philodoria sciallactis — вид лускокрилих комах родини молей-строкаток (Gracillariidae).

## Поширення
Ендемік Гавайських островів. Поширений лише на острові Оаху.

## Спосіб життя
Личинки живляться листям Lipochaeta integrifolia. Вони мінують листя, виїдаючи його зсередини.